# وینچنزو کرونلی
وینچنزو کرونلی (انگلیسی: Vincenzo Coronelli; ۱۶ اوت ۱۶۵۰ – ۹ دسامبر ۱۷۱۸) نقشه‌نگاری، برادر روحانی، اهل جمهوری ونیز بود.احتمالاً در ۱۶ اوت ۱۶۵۰ در ونیز ، به عنوان پنجمین فرزند خیاط ونیزی به نام مافیو کرونلی متولد شد. در سن ده سالگی ، وینچنزو جوان به شهر راونا رفت.در شانزده سالگی او اولین اثر از چهل اثر جداگانه خود را منتشر کرد. در سال 1671 وی وارد صومعه سنت ماریا در ونیز شد.در سال ۱۶۷۲ کرونلی  به کالج سنت بوناونتورا در رم اعزام شد و در آنجا  درجه دکترای خود را در رشته الهیات کسب کرد و در عین حال اقلدیدس و نجوم مطالعه کرد.کمی قبل از سال 1678 ، کرونلی به عنوان جغرافی دان شروع به کار کرد و مأموریت یافت مجموعه ای از کره زمین و آسمان را برای رانوچیو دوم فارنیز ، دوک پارما تهیه کند. قطر هر کره به اندازه پنج فوت (۱۷۵ سانتی متر) بود و چنان دوک را تحت تأثیر قرار داد که کرونلی را روحانی شخصی خود کرد.کرونلی قبل از بازگشت دائمی به ونیز در سال ۱۷۰۵ به کشورهای مختلف اروپایی سفر کرد کرونلی در سن 68 سالگی در ونیز درگذشت.